# Jordann Yéyé
Jordann Yéyé (2 novembre 1988) è un calciatore francese, attaccante dello Reims Sainte-Anne.

## Carriera
Il 1º luglio 2018 viene acquistato a titolo definitivo dalla squadra lussemburghese dell'F91 Dudelange.

## Palmarès

### Club

#### Competizioni nazionali
- Campionato lussemburghese: 1

F91 Dudelange: 2018-2019
- Coppa del Lussemburgo: 1

F91 Dudelange: 2018-2019